# براترونیتسه (ناحیه کلادنو)
براترونیتسه (به چکی: Bratronice) یک منطقهٔ مسکونی در جمهوری چک است که در شهرستان کلادنو واقع شده‌است. براترونیتسه ۱۲٫۶۲ کیلومتر مربع مساحت و ۸۹۵ نفر جمعیت دارد و ۴۱۰ متر بالاتر از سطح دریا واقع شده‌است.